# هربرت الكسندر بروس
هربرت الكسندر بروس هو سياسي كندي، ولد في 28 سبتمبر 1868 في كندا، وتوفي في 23 يونيو 1963 في نفس البلد. حزبياً، نشط في الحزب الكندي التقدمي المحافظ. وقد انتخب عضو مجلس العموم الكندي وانتخب Lieutenant Governor of Ontario ‏ (1932 – 1937).